# Duxbury (Vermont)
Duxbury (/ˈdʌksbʌri/) est une municipalité (town) américaine de l'État du Vermont, située dans le comté de Washington. Lors du recensement de 2020, sa population s'élevait à 1 413 habitants.

## Géographie
Située dans le centre du Vermont, Duxbury s'étend sur un territoire de 111,6 km2 dont la plus grande partie est occupée par des zones boisées dont le parc domanial Camel's Hump State Park. La rivière Winooski forme sa limite nord. La localité de Duxbury, qui abrite l'essentiel de la population, est située à l'extrémité nord-est du territoire, près de celle de Waterbury.
| Bolton     | Waterbury |            |
| Huntington | Duxbury   | Moretown   |
|            | Fayston   | Waitsfield |

## Politique et administration
La municipalité est administrée par un conseil de cinq membres élus (Selectboard) qui est responsable de la conduite générale des affaires locales. Il a pour fonctions de publier les règlements locaux, préparer le budget, superviser toutes les dépenses, gérer les employés municipaux et contrôler les bâtiments et les biens publics. Il est assisté de « justices de paix » élus et d'un administrateur (clerk town), réunis au sein du Conseil de l'autorité civile.